# Catedral de Sant Pere i Sant Pau (Ulaanbaatar)
La Catedral de Sant Pere i Sant Pau, o Catedral d'Ulan Bator, és un temple catòlic situat a la ciutat d'Ulan Bator (Mongòlia). És la seu de la prefectura apostòlica d'Ulan Bator, i la seu de l'actual bisbe, el sacerdot italià Giorgio Marengo.
La catedral fou acabada el 2002 i consagrada el 2003 pel cardenal Crescenzio Sepe. L'edifici té
forma de fortalesa, i fou dissenyat per l'arquitecte serbi Predak Stupar amb un disseny que s'assembla a una iurta.
Compta amb 36 finestres semicirculars i una finestra a la claraboia. Es van afegir l'any 2005, i eren part d'un projecte del germà Mark, un membre de la comunitat de Taizé. Els vitralls de les finestres representen els quatre evangelistes en la seva forma simbòlica, una àguila, un àngel, un iac i una pantera de les neus (els dos últims són una reinterpretació local de la iconografia cristiana tradicional, i substitueixen el bou i el lleó alats tradicionals).